# Noosfera
Noosfera /noʊ.әsfɪәr/ je sfera ljudske misli. Riječ potječe od grčke νους (u prijevodu "um") i σφαιρα (u prijevodu "sfera"), u skladu s leksički analognim "atmosfera" i "biosfera". U teoriji Vernadskog noosfera je treća u nizu faza razvoja Zemlje nakon geosfere (nežive materije) i biosfere (biološkog života). Baš kao što je pojava života fundamentalno transformirala geosferu, tako i pojava ljudskog saznanja fundamentalno mijenja biosferu.

## Povijest
Smatra se da je termin uveo Pierre Teilhard de Chardin 1922. godine u svojem djelu Kozmogeneza. Druga mogućnost vezana za prvu upotrebu termina rad je Eduarda Le Roya (Édouard Le Roy) (1870. – 1954.), koji je s Theilardom pohađao predavanja Vladimira Ivanoviča Vernadskog na Sorboni. Godine 1936. Vernadski je iznio ideju o noosferi u pismu Borisu Leonidoviču Ličkovu (iako je on tvrdio da koncept potječe od Le Roya). Pozivajući se na rad Theilardova biografa, Renea Cuenota, Samspon i David Pitt navode da je, iako su koncept zajedno razvila sva tri znanstvenika (Vernadski, Le Roy i Theilard), Theilard smatrao da je on sam izmislio riječ: "Vjerujem, koliko mogu reći, da je riječ "noosfera" moj izum: ali [Le Roy] ju je plasirao."

## Кoncept
U teoriji Vernadskog noosfera je treća u nizu faza razvoja Zemlje, nakon geosfere (nežive materije) i biosfere (biološkog života). Za razliku od koncepta teoretičara geje ili pokretača cyberspacea, noosfera Vernadskog pojavljuje se na mjestu na kojem čovjek, usavršivši nuklearne procese, počinje stvarati resurse transmutacijom elemenata.
Theilard je smatrao da je evolucija usmjerena rastu kompleksnosti/svjesnosti. Za Theilarda noosfera je sfera misli koja okružuje planet Zemlju, a koja je nastala tijekom evolucije kao posljedica spomenutog rasta kompleksnosti/svjesnosti. Noosfera je zbog toga podjednako dio prirode kao i barisfera, litosfera, hidrosfera, atmosfera i biosfera. Кao rezultat toga Theilard vidi ovaj "društveni fenomen [kao] vrhunac, a ne kao slabljenje biološkog fenomena." Društveni fenomeni dio su noosfere i uključuju, na primjer, pravne, obrazovne, vjerske, istraživačke, industrijske i tehnološke sustave. Noosfera nastaje interakcijom ljudskih umova te ju oni i čine. Noosfera tako raste ukorak sa samoorganiziranjem čovječanstva tijekom naseljavanja Zemlje. Theilard je tvrdio da noosfera evoluira prema sve većoj personalizaciji, individuaciji i ujedinjenju njezinih elemenata, a kršćanski pojam ljubavi vidi kao glavnog pokretača noogeneze. Evolucija će kulminirati u Točki omega — vrhuncu mišljenja/svjesnosti — koji je Theilard identificirao s eshatološkim povratkom Krista.
Jedan od izvornih aspekata koncepta noosfere bavi se evolucijom. Henri Bergson, sa svojim djelom L'évolution créatrice (1907.), bio je među prvima koji je smatrao da je evolucija "kreativna" i da se ne može objasniti isključivo Darwinovom teorijom prirodne selekcije. Кreativnu evoluciju, prema Bergsonu, podržava konstantna vitalna sila koja udahnjuje život i fundamentalno povezuje duh i tijelo, što je ideja suprotna dualizmu Renea Descartesa.
Godine 1923. Convy Lloyd Morgan u svojem je radu otišao i dalje, govoreći o "hitnoj evoluciji" koja bi mogla objasniti sve veću složenost (uključujući i evoluciju uma). Morgan je ustanovio da su mnoge od najzanimljivijih promjena kod živih bića većinom nepovezane s prethodnom evolucijom. Zbog toga se može zaključiti da ova živa bića nisu nužno evoluirala tijekom postepenog procesa prirodne selekcije. Umjesto toga, objašnjava, proces evolucije sadrži skokove u razinama složenosti (kao što je pojava samo-refleksivnog univerzuma, odnosno pojava noosfere). Кonačno, usložnjavanje ljudskih kultura, naročito usložnjavanje jezika, omogućilo je ubrzavanje evolucije u okviru kojeg se kulturna evolucija odvija brže nego biološka evolucija. Nedavna razumijevanja ljudskih ekosistema i ljudskog utjecaja na biosferu ukazala su na vezu između pojma održivosti koevolucije i usklađivanja kulturne i biološke evolucije.

## Vanjske poveznice
- Projekt kolektivne svijesti